# Intracrine
En biologie cellulaire, la communication intracrine est un mode de signalisation cellulaire impliquant des messagers chimiques — hormones, cytokines — qui agissent à l'intérieur même de la cellule où ils ont été synthétisés et non à travers des récepteurs situés à la surface de la cellule.
Les hormones stéroïdiennes agissent ainsi à travers des récepteurs intracellulaires — essentiellement nucléaires — et peuvent ainsi être considérés comme des messagers intracrines. A contrario, les hormones peptidiques ou protéiques sont généralement des messagers endocrines, paracrines ou autocrines agissant par liaison à des récepteurs de la surface cellulaire.
Plusieurs hormones peptidiques ou protéiques ainsi que leurs isoformes sont cependant susceptibles d'agir à l'intérieur de la cellule par différents mécanismes. Ces hormones, qui assurent des fonctions intracellulaires, sont également qualifiées d'intracrines.
Les effets biologiques provenant de l'action intracellulaire de tels messagers chimiques sont ainsi qualifiés d'intracrines, tandis que ceux provenant de l'interaction de ces composés avec des récepteurs situés à la surface de la cellule sont qualifiés d'endocrine, paracrines ou autocrine selon que ces messagers aient été synthétisés à plus ou moins grande distance de leur cellule cible. Ces deux classes d'effets biologiques peuvent être les mêmes pour certains de ces composés, mais peuvent différer pour d'autres.